# Ignace Zakka Ier Iwas d'Antioche
Ignace Zakka Ier Iwas (arabe : إغناطيوس زكا الأول عيواص الكلي الطوبى الموصلي ; syriaque : ܐܝܓܢܐܛܝܘܣ ܙܟܝ ܩܕܡܝܐ ܕܒܝܬ ܥܝܘܐܨ), de son nom de naissance Sanharib Iwas (arabe : سنحريب عيواص), né le 21 avril 1933 à Mossoul en Irak et décédé le 21 mars 2014 à Kiel, en Allemagne. Il est le 121e primat de l'Église syriaque orthodoxe (1980-2014). Il porte le titre de « Patriarche d'Antioche et de tout l'Orient ».

## Biographie
Moine de formation, il est devenu secrétaire personnel du patriarche Ignace Éphrème Ier en 1948, avant de se voir nommer archevêque de Mossoul en 1963 puis de Bagdad en 1969. En 1980, il est élu patriarche syriaque orthodoxe d'Antioche.
Connu pour son implication dans le dialogue œcuménique, il fut observateur pour son Église au concile Vatican II (1962-1965) et a été son représentant au Conseil œcuménique des Églises.
Membre de différentes académies orientales et occidentales, auteur de plusieurs livres sur l'éducation chrétienne, la théologiques, l'histoire et la culture syriaque, il a établi membre, puis président, du Conseil des Églises du Moyen-Orient.
En 2001, il reçoit le pape Jean-Paul II alors en visite au Moyen-Orient. Après la guerre d'Irak, il ne cesse d'exprimer son inquiétude de l’exode des chrétiens, dont il considère l’influence décisive pour l’avenir de la région.
Il repose au Monastère Mor Ephrem de Maaret Saidnaya.

## Distinctions
- Membre de l'Académie des sciences de Bagdad ;
- Membre de l'Académie de la langue arabe de Jordanie ;
- Docteur honoris causa de l'Université de New York.

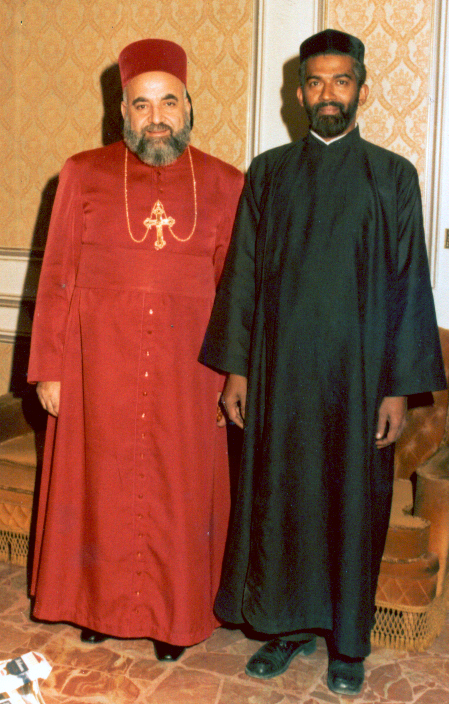
Ignace Zakka Ier Iwas d'Antioche (à droite) avec prêtre syriaque (Damas, 1981).

- Ignace Zakka Ier Iwas d'Antioche (à droite) avec prêtre syriaque (Damas, 1981).

## Décorations
- Grand cordon de l'Ordre du Mérite civil (Syrie) ;
- Grand cordon de l’Ordre du Cèdre du Liban ;
- Première classe de l'Ordre libanais du Mérite ;
- Grand-croix de l'Ordre de la Reine de Saba (Éthiopie) ;
- Grand-croix de l'Ordre national de la Croix du Sud (Brésil) ;
- Première classe de l'Ordre du Wissam de l’Organisation islamique pour l'éducation, les sciences et la culture.

## Publications
Il est l'auteur de plusieurs ouvrages en arabes et en syriaque dont :
- (ar) Les preuves de l’existence de Dieu (وجود اللّه تعالى)
- (ar) La théologie syriaque orthodoxe (عقيدة التجسد الإلهي في الكنيسة السريانية الأرثوذكسية)
- (ar) Les sept secrets de l'Église syriaque (أسرار الكنيسة السبعة)
- (ar) Les mystères de l'Eucharistie (سر القربان المقدس و المدخل إلى طقس القداس الإلهي)
- (ar) Le retour du Christ (المسيح آتٍ)
- (ar) Marie, sa place dans la tradition syriaque (القديسة مريم العذراء في الكنيسة السريانية الأرثوذكسية)
- (ar) La pensée syriaque au IVe siècle (الفكر السرياني و الكنيسة السريانية في القرن الرابع للميلاد)
- (ar) Biographe d'Éphrem le Syrien (سيرة مار أفرام السرياني)
- (ar) L'Islam est les Syriaques: une histoire commune (الإســـلام و الســريـــان : تـــــاريخ مشتـــرك)
- (ar) L'Église syriaque d'Antioche à travers l'histoire (كنيسة أنطاكية السريانية عبر العصور)
- (ar) Le monachisme dans l'Église syriaque (الرهبانية في كنيسة أنطاكية السريانية الأرثوذكسية)
- (ar) Les fêtes syriaques (الأعياد في كنيسة أنطاكية السريانية الأرثوذكسية)
- (ar) Sermons (من بيدر المواعظ)